# 桑皮尼
桑皮尼（法語：Sampigny，法語發音：[sɑ̃piɲi]）是法国默兹省的一个市镇，位于该省中南部偏东，属于科梅尔西区。

## 地理
桑皮尼（48°49'30"N, 5°30'41"E）面积20.53 平方千米，位于法国大東部大區默兹省，该省份为法国西北部内陆省份，北与比利时接壤，西接马恩省和阿登省，南至上马恩省和孚日省，东临默尔特-摩泽尔省。
与桑皮尼接壤的市镇（或旧市镇、城区）包括：巴鲁瓦地区库尔塞勒、桑皮尼附近格里莫库尔、默兹河畔昂、小克尔、梅克兰、梅尼勒欧布瓦、瓦东维尔。

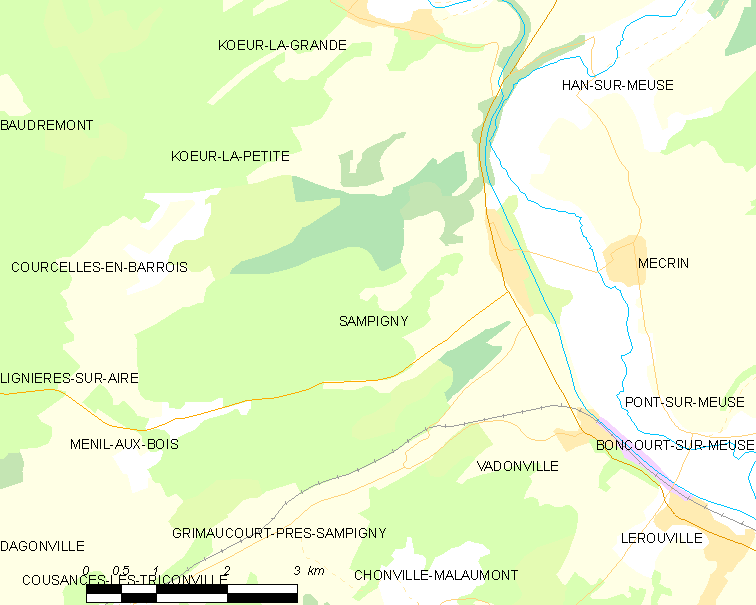
桑皮尼的OSM定位图

桑皮尼的时区为UTC+01:00、UTC+02:00（夏令时）。

## 行政
桑皮尼的邮政编码为55300，INSEE市镇编码为55467。

## 政治
桑皮尼所属的省级选区为默兹河畔迪约县。

## 人口

1962-2008年间桑皮尼人口变化图示

桑皮尼于2022年1月1日时的人口数量为693人。